# Unité urbaine de Montauban
L'unité urbaine de Montauban est une unité urbaine française centrée sur la ville de Montauban, préfecture du département de Tarn-et-Garonne, au cœur de la première agglomération urbaine du département.

## Données générales
En 2010, selon l'Insee, l'unité urbaine de Montauban est composée de neuf communes, toutes situées dans l'arrondissement de Montauban, subdivision administrative du département de Tarn-et-Garonne.
Dans le nouveau zonage réalisé en 2020, elle est composée des neuf mêmes communes.
En 2022, avec 81 764 habitants, elle représente la 1re unité urbaine du département du Tarn-et-Garonne et occupe le 8e rang dans la région Occitanie, après l'unité urbaine de Sète (7e rang régional) et avant l'unité urbaine de Tarbes (9e rang régional).
En 2022, sa densité de population s'élève à 306 hab/km2. Par sa superficie, elle représente 7,18 % du territoire départemental mais, par sa population, elle regroupe 30,86 % de la population du département du Tarn-et-Garonne.

## Composition 2020 de l'unité urbaine
Elle est composée des neuf communes suivantes :
| Nom                      | Code Insee | Département     | Statut       | Superficie (km2) | Population (dernière pop. légale) | Densité (hab./km2) | Modifier                                    |
| ------------------------ | ---------- | --------------- | ------------ | ---------------- | --------------------------------- | ------------------ | ------------------------------------------- |
| Montauban (ville-centre) | 82121      | Tarn-et-Garonne | ville-centre | 135,17           | 62 487 (2022)                     | 462                | modifier les données · modifier les données |
| Bressols                 | 82025      | Tarn-et-Garonne | banlieue     | 20,39            | 3 883 (2022)                      | 190                | modifier les données · modifier les données |
| Corbarieu                | 82044      | Tarn-et-Garonne | banlieue     | 13,03            | 1 707 (2022)                      | 131                | modifier les données · modifier les données |
| Lacourt-Saint-Pierre     | 82085      | Tarn-et-Garonne | banlieue     | 14,77            | 1 265 (2022)                      | 86                 | modifier les données · modifier les données |
| Léojac                   | 82098      | Tarn-et-Garonne | banlieue     | 12,80            | 1 279 (2022)                      | 100                | modifier les données · modifier les données |
| Montbeton                | 82124      | Tarn-et-Garonne | banlieue     | 15,98            | 4 335 (2022)                      | 271                | modifier les données · modifier les données |
| Saint-Étienne-de-Tulmont | 82161      | Tarn-et-Garonne | banlieue     | 21,14            | 4 050 (2022)                      | 192                | modifier les données · modifier les données |
| Saint-Nauphary           | 82167      | Tarn-et-Garonne | banlieue     | 24,43            | 1 934 (2022)                      | 79                 | modifier les données · modifier les données |
| Villemade                | 82195      | Tarn-et-Garonne | banlieue     | 9,21             | 824 (2022)                        | 89                 | modifier les données · modifier les données |

## Évolution démographique
| 1968   | 1975   | 1982   | 1990   | 1999   | 2006   | 2011   | 2016   | 2022   |
| ------ | ------ | ------ | ------ | ------ | ------ | ------ | ------ | ------ |
| 51 995 | 55 403 | 59 539 | 62 102 | 64 039 | 69 221 | 73 643 | 78 754 | 81 764 |

#### Données générales
- Unité urbaine en France
- Aire d'attraction d'une ville
- Liste des unités urbaines de France

#### Données démographiques en rapport avec l'unité urbaine de Montauban
- Aire d'attraction de Montauban
- Arrondissement de Montauban

#### Données démographiques en rapport avec le Tarn-et-Garonne
- Démographie du Tarn-et-Garonne